# Kemu (Pulau Beringin)
Kemu is een plaats  en kelurahan (bestuurslaag) in het onderdistrict (kecamatan) Pulau Beringinin, regentschap Ogan Komering Ulu Selatan van de provincie Zuid-Sumatra, Indonesië. Kemu telt 3173 inwoners (volkstelling 2010).